# ララフ (小惑星)
ララフ (1148 Rarahu) は、小惑星帯の小惑星。アレクサンドル・ドイチュがシメイズ天文台で発見した。ドイチュが発見した唯一の小惑星である。
ピエール・ロティの小説『ロティの結婚』のタヒチ女性の登場人物に因んで名付けられた。